# Dieta d'Attigny (822)
La dieta d'Attigny fou la reunió general de l'Imperi Carolingi celebrada el 822 al palau d'Attigny a la riba del riu Aisne.
En aquesta dieta l'emperador fou informat dels progressos dels comtes de les marques del sud contra els sarraïns, on després de la caiguda en desgràcia de Berà el 820, el partit bel·licista tenia el poder i tant el 821 com el 822 havia tingut enfrontaments amb els musulmans. En aquest segon any l'expedició carolíngia va travessar el riu Segre i va devastar el territori a l'altre costat fent un important botí.
Va assistir a la dieta el rei Pipí I d'Aquitània, al que abans de retornar al seu domini el seu pare el va fer casar amb Ingeltruda o Ringarda, filla del comte Teodobert de Madrie (a Normandia, aleshores al regne de Nèustria), retornant després a Tolosa.